# Dicranomyia procella
Dicranomyia procella är en tvåvingeart som först beskrevs av Alexander 1936.  Dicranomyia procella ingår i släktet Dicranomyia och familjen småharkrankar. Inga underarter finns listade i Catalogue of Life.